# Семенівка (Краматорський район)
Семені́вка — село Краматорської міської громади Краматорського району Донецької області України. Населення становить 384 осіб. Відстань до райцентру становить близько 12 км і проходить автошляхом місцевого значення.

## Населення

### Мова
Розподіл населення за рідною мовою за даними перепису 2001 року:
| Мова       | Кількість | Відсоток |
| ---------- | --------- | -------- |
| українська | 314       | 81.77%   |
| російська  | 70        | 18.23%   |
| Усього     | 384       | 100%     |

За даними перепису 2001 року населення села становило 384 особи, із них 81,77% зазначили рідною мову українську, 18,23% — російську.